# Prosarthria caucensis
Prosarthria caucensis är en insektsart som beskrevs av Morgan Hebard 1923. Prosarthria caucensis ingår i släktet Prosarthria och familjen Proscopiidae. Inga underarter finns listade i Catalogue of Life.